# Кіт у чоботях (фільм, 1938)
«Кіт у чоботях» — мультиплікаційний фільм, знятий Валентиною та Зінаїдою Брумберг у 1938 році на студії «Союзмультфільм». Музична екранізація казки Шарля Перро. Музика Микити Богословського.

## Сюжет
Якщо хитрістю ворога візьмеш, ніколи не пропадеш.
Мельник, вмираючи, залишив синам спадщину: старшому — млин, середньому — осла, а молодшому — кота. Хитрий кіт одягнув чоботи та капелюх господаря, впевнено попрямував до королівського замку і за допомогою подарунків пробудив інтерес до свого господаря, названого ним Маркізом-де-Карабасом.
Заінтригована монарша родина вирушила у гості до такого люб'язного дворянина. У дорозі, підговорені котом, косарі та женці казали, що поля, на яких вони працюють, належать Маркізу де Карабасу. Сам син мірошника заліз в озеро і по наущенню кота прикинувся тонучим. Його виловили, переодягли в багату сукню та продовжили шлях.
На черзі залишався лише замок — ним виявилося житло Людоїда. Кіт попросив у чудовиська, відомого своїм знанням чарівництва, перетворитися на лева, а потім на мишку, після чого придушив його з легкістю. Перед королем, що приїхав, з'явився чудовий замок Маркіза-де-Карабаса — готового нареченого його дочки.

## Над фільмом працювали
- Сценаристи: А. Карпов, Валентина Брумберг, Зінаїда Брумберг
- Режисери:
  - Валентина Брумберг
  - Зінаїда Брумберг
- Художники:
  - Костянтин Малишев
  - Надія Привалова
  - Лідія Резцова
  - Фаїна Єпіфанова
- Оператор: До. Крилова
- Композитор: Микита Богословський
- Звукооператор: С. Ренський

Чорно-білий (кольорова версія не збереглася), звуковий.

## Реставрація
У 2015 році в рамках XIX фестивалю архівного кіно «Білі стовпи» відбулася прем'єра відновленої кольорової версії фільму 1938 року. Мультфільм був відновлений Миколою Майоровим за кольороподіленими негативами, просканований Володимиром Котовським.

## Рімейк
Спустя 30 лет, в 1968 году сёстры Брумберг поставили рімейк этого мультфильма для нового поколения — полноцветный «Кот в сапогах».